# Plage (tableur)
Pour les articles homonymes, voir Plage (homonymie).

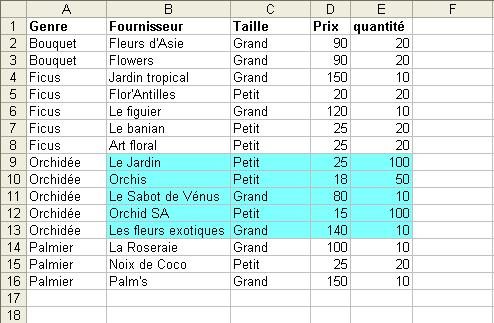
La plage "B9:E13" sélectionnée dans un tableur

Une plage de cellules est un objet dans un tableur.
Dans Excel, lors de la création d'une macro-définition en Visual Basic for Applications, le code de l'objet plage est Range :

Range("B9:E13").Select